# Arlen López
Arlen López, född den 21 februari 1993, är en kubansk boxare som vann guld i mellanvikt vid Olympiska sommarspelen 2016.